# 落合駅 (北海道)
落合駅（おちあいえき）は、北海道空知郡南富良野町字落合にあった北海道旅客鉄道（JR北海道）根室本線の駅（廃駅）である。駅番号はT37。電報略号はオチ。事務管理コードは▲110408。

## 歴史

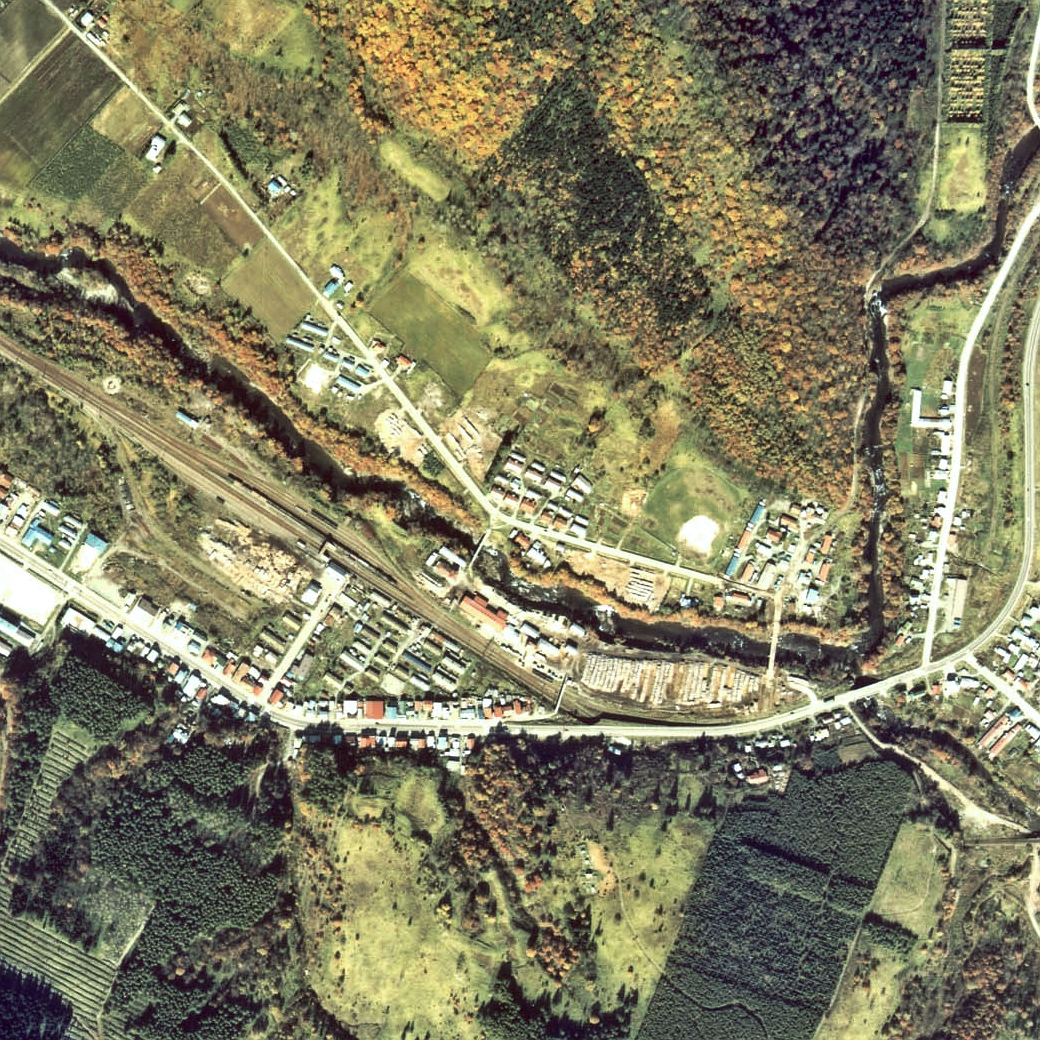
1977年の落合駅と周囲約1km範囲。右下が新得方面。

1966年までは根室本線が現在の新狩勝トンネル経由ではなく、狩勝トンネル経由の急勾配ルートだったため、狩勝峠を越えるために機関車をこの駅に配置していた。旧線時代は新得駅との間に狩勝信号場と新内駅があった。

### 年表
- 1901年（明治34年）9月3日：北海道官設鉄道十勝線旭川駅 - 当駅間開通に伴い、同線の終着駅として開業[3]。一般駅。落合機関庫設置[3]。
- 1905年（明治38年）4月1日：官設鉄道に移管[3]。
- 1907年（明治40年）9月8日：当駅 - 帯広駅間開通により途中駅となる[3]。
- 1913年（大正2年）
  - 6月2日：落合機関庫設置（北海道鉄道管理局の事務上制定）[3]。
  - 11月10日：路線の改編に伴い、釧路本線の駅となる[4]。
- 1919年（大正8年）5月1日：当駅含む山部駅 - 新得駅間の管轄を旭川管轄から釧路管轄とする[5]。
- 1921年（大正10年）8月5日：線路名称変更により、根室本線の駅となる[4]。
- 1923年（大正12年）4月1日：当駅含む山部駅 - 新得駅間の管轄を釧路管轄から再び旭川管轄とする[5]。
- 1946年（昭和21年）3月31日：跨線橋を復元[6]。
- 1949年（昭和24年）12月1日：当駅含む布部駅 - 新得駅間の管轄を旭川鉄道管理局管轄から再び釧路鉄道管理局管轄とする[5]。
- 1966年（昭和41年）
  - 9月30日：新狩勝信号場経由の新線開業[4]。
  - 10月1日：新内駅経由の旧線廃止[4]。
- 1967年（昭和42年）3月20日：構内に跨線人道橋設置[6]。
- 1982年（昭和57年）11月15日：貨物・荷物取り扱い廃止[7]。
- 1986年（昭和61年）4月1日：無人化。
- 1987年（昭和62年）4月1日：国鉄分割民営化に伴い、北海道旅客鉄道（JR北海道）の駅となる。
- 1994年（平成6年）4月1日：釧路支社と本社鉄道事業本部の境界を布部駅の富良野駅方（施設キロ 61km 000 m地点）から上落合信号場手前（施設キロ114 km 700 m地点）に変更し、当駅の管轄を本社鉄道事業本部に移管[8]。
- 2016年（平成28年）
  - 8月31日：台風10号による大雨の影響により、最大で当駅を含む根室本線の富良野駅 - 音別駅間が不通となる。
  - 10月17日 : 東鹿越駅 - 当駅間で列車代行バスの運行が開始される。狩勝峠を越えた新得方面への代行バスは設定されなかった[JR北 1]。
- 2017年（平成29年）3月28日：前年の台風の影響による列車代行バスの運行形態を変更。東鹿越駅 - 新得駅間の運行が基本とされ、十勝方面への往来が可能になる[JR北 2]。
- 2024年（令和6年）4月1日：富良野駅 - 新得駅間の廃止に伴い廃駅[9][JR北 3]。

### 駅名の由来
和名であり、空知川本流（シーソラプチ川）とルウオマンソラプチ川が同地で合流することに由来する。なお、この地名は駅名が初出であり、のちに市街地名、原野名、広域地区名として使われるようになった。
なお、シーソラプチ、ルウオマンソラプチそれぞれのアイヌ語での原義は、「シソラㇷ゚チ（si-sorapchi）」（本流の・空知川）、「ルオマンソラㇷ゚チ（ru-oman-sorapchi）」（道が・〔奥の方へ〕行っている〔=交通路である〕・空知川）である。

## 接続
- 1922年（大正11年）8月：トマム森林鉄道開設[13]。当駅に隣接して貯木場設置[13]。最長時23キロ[14]
- 1928年（昭和3年）：落合森林軌道開設[13]。最長時（1930年）24キロ[14]。トマム森林鉄道廃止[13]。
- 1929年（昭和4年）：落合森林軌道に機関車が導入されて落合森林鉄道となる[15]。
- 1943年（昭和18年）：落合森林鉄道廃止[13][注釈 1]。

## 駅構造
廃止時点では島式ホームと単式ホーム2面3線のホーム及び木造駅舎を持つ地上駅であった。2016年3月25日までは午後に滝川駅・富良野駅と当駅を結ぶ折り返し列車があった。富良野駅管理の無人駅で、木造駅舎が残っていた。ホーム間の移動は跨線橋で連絡していた。廃止直前のホームや線路は手入れがされていなかった。

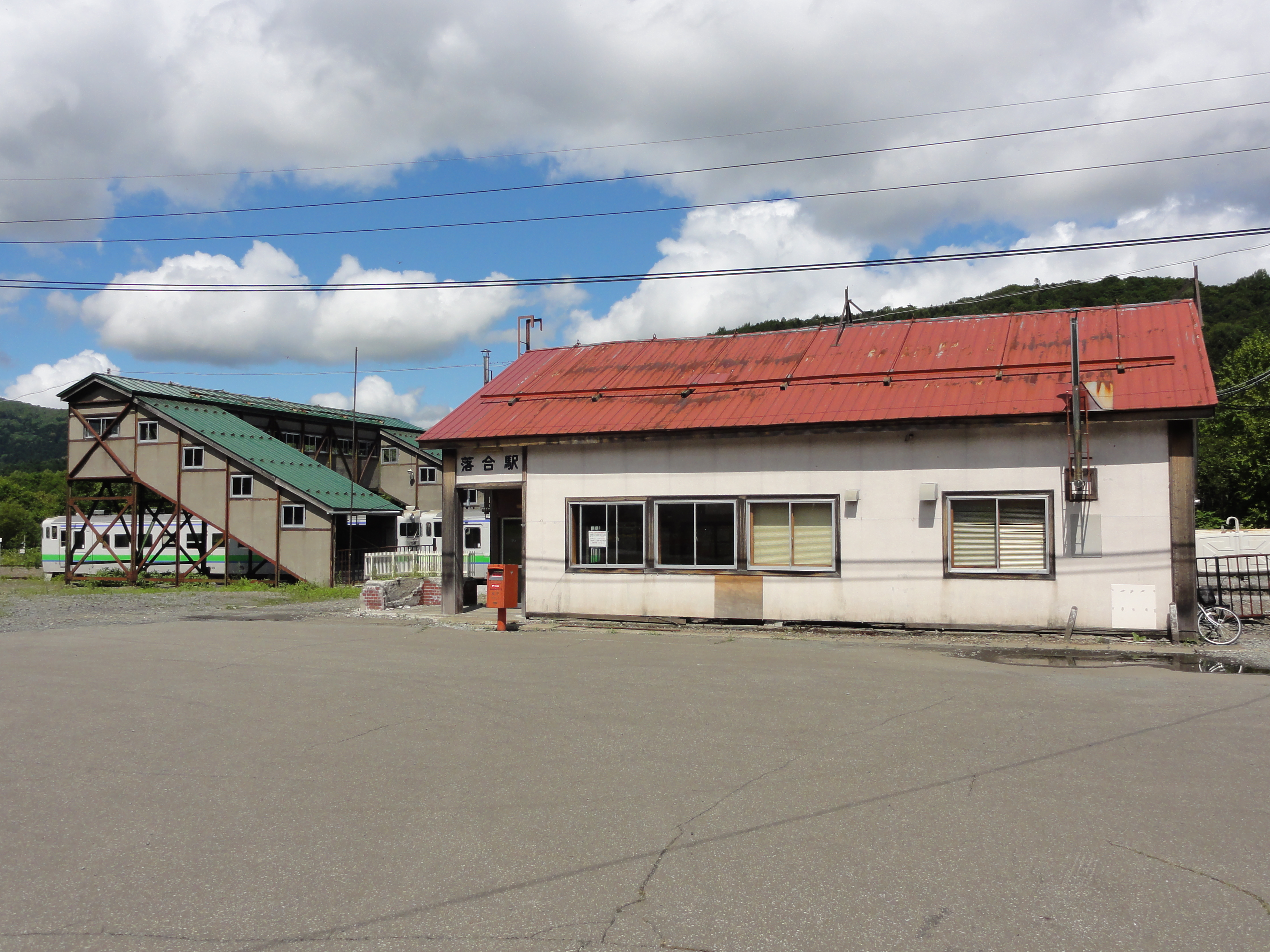
改修前の駅舎と跨線橋 （2011年8月）
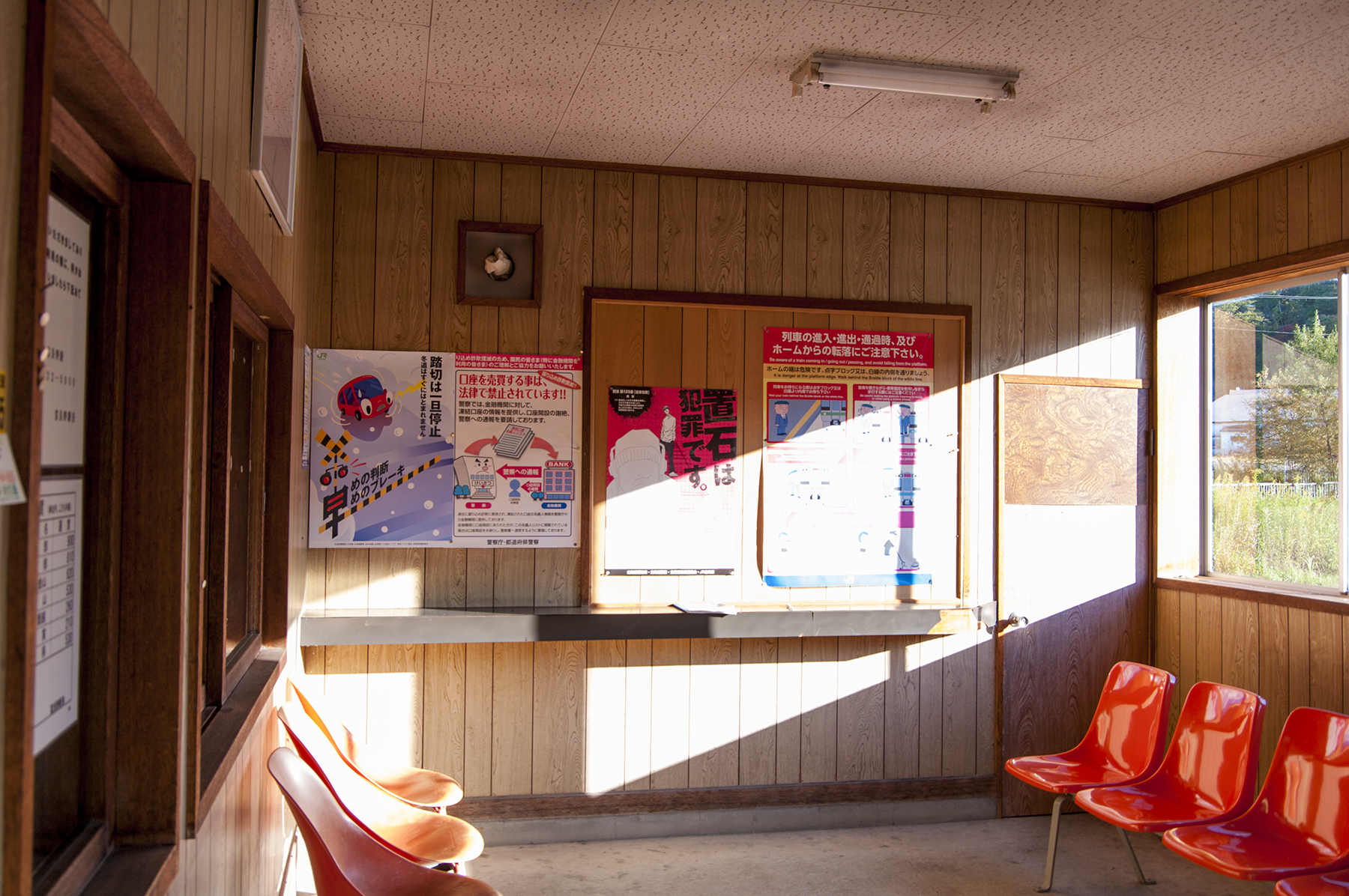
待合室（2012年10月）
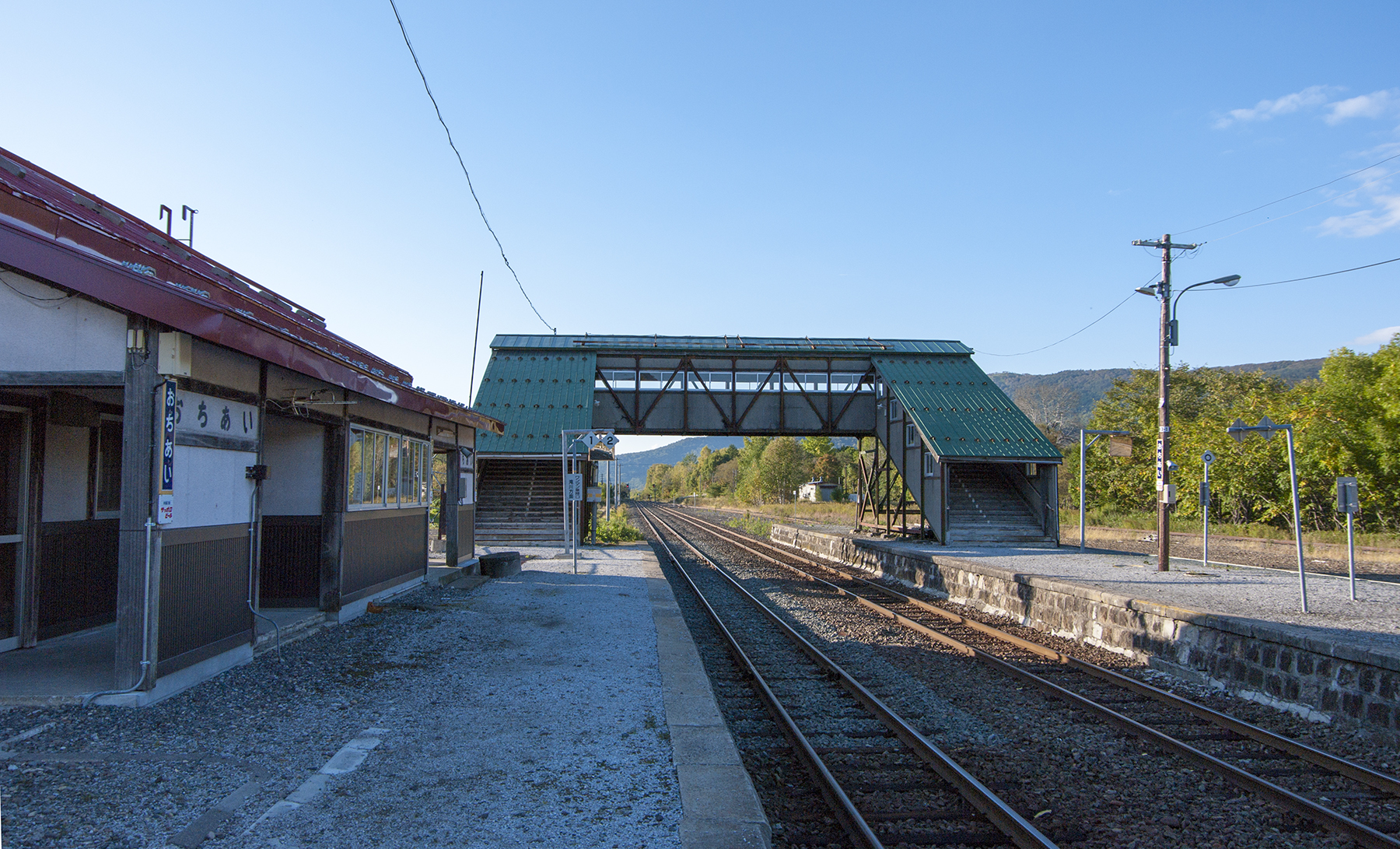
不通前のホーム（2012年10月）
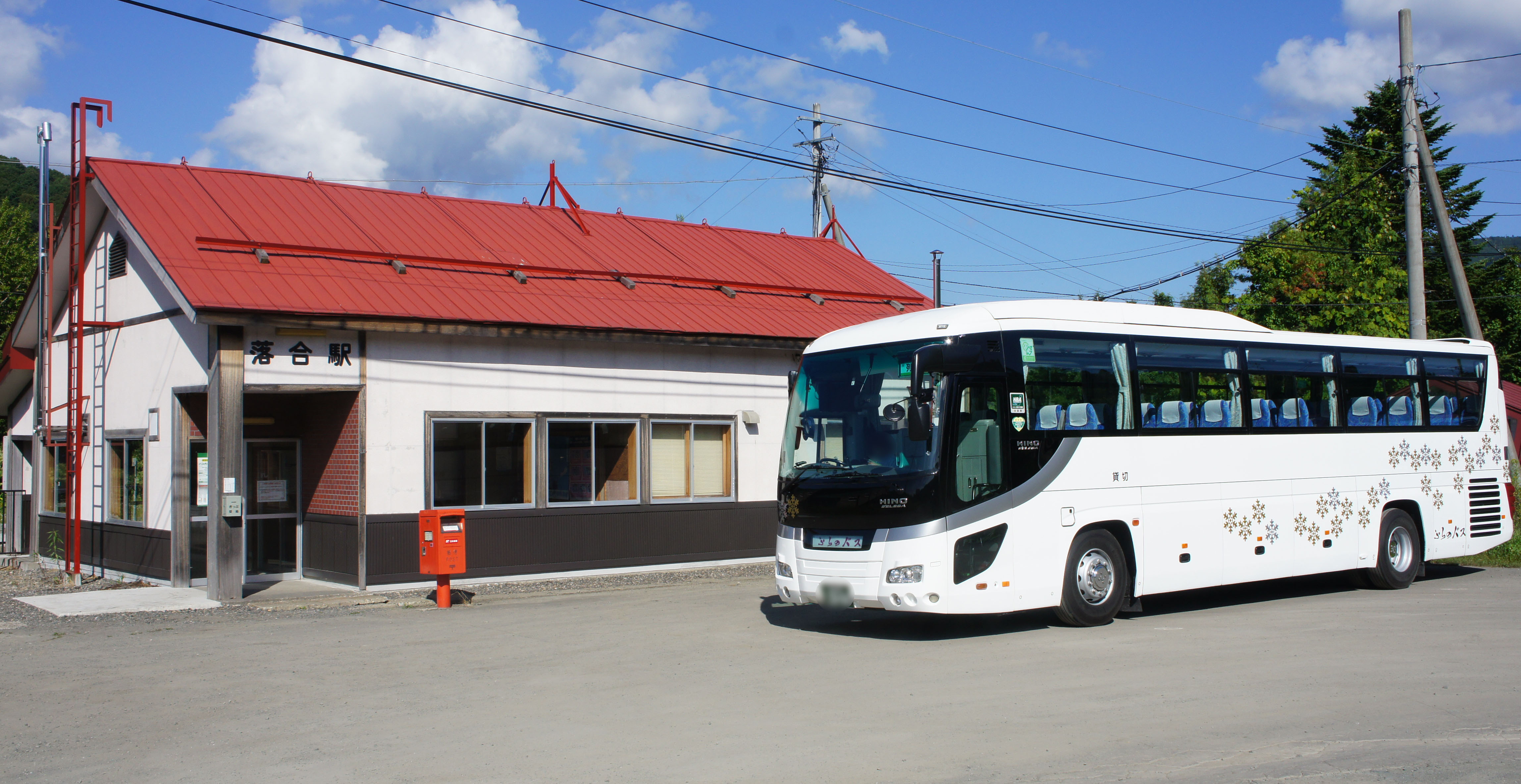
停車中の列車代行バス（2017年8月）
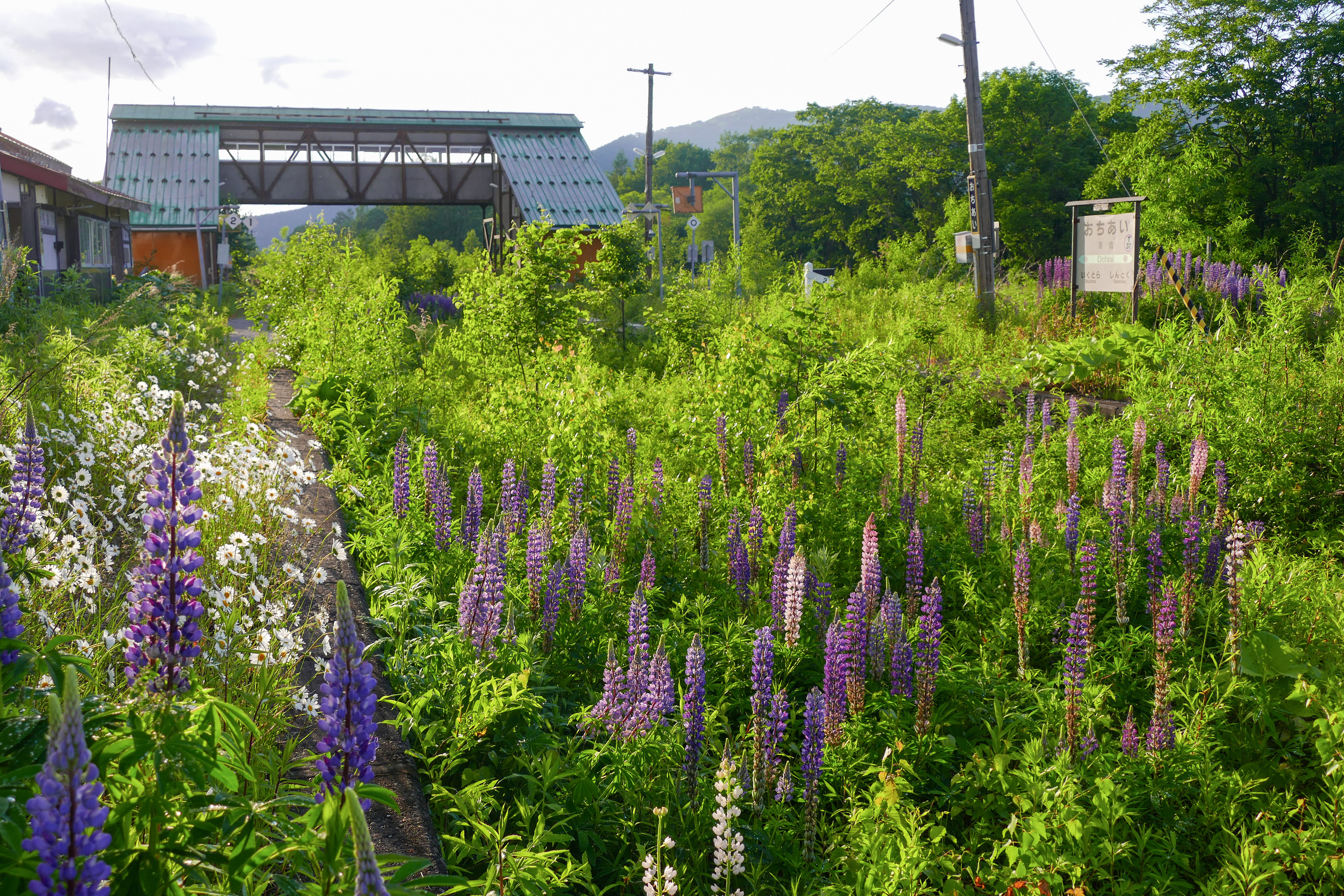
不通後のホーム（2022年6月）

## 利用状況
乗車人員の推移は以下のとおりであった。年間の値のみ判明している年については、当該年度の日数で除した値を括弧書きで1日平均欄に示す。乗降人員のみが判明している場合は、1/2した値を括弧書きで記した。
また、「JR調査」については、当該の年度を最終年とする過去5年間の各調査日における平均である。
| 年度               | 乗車人員 | 乗車人員 | 乗車人員 | 出典        | 備考                                                      |
| 年度               | 年間     | 1日平均  | JR調査   | 出典        | 備考                                                      |
| ------------------ | -------- | -------- | -------- | ----------- | --------------------------------------------------------- |
| 1992年（平成04年） |          | (13.0)   |          | [ 16 ]      | 1日平均乗降客数26人                                       |
| 2012年（平成24年） |          | 4        |          | [ JR北 4 ]  | 以下、1日平均はJR北海道の同年の特定の平日の調査日の数値   |
| 2013年（平成25年） |          | 5        |          | [ JR北 4 ]  |                                                           |
| 2014年（平成26年） |          | 4        |          | [ JR北 4 ]  |                                                           |
| 2015年（平成27年） |          | 5        | 4.5      | [ JR北 4 ]  |                                                           |
| 2016年（平成28年） |          | -        |          | [ JR北 4 ]  | 同年度から東鹿越 - 新得間被災によりバス代行。データなし。 |
| 2017年（平成29年） |          | -        |          | [ JR北 5 ]  | 同年度から東鹿越 - 新得間被災によりバス代行。データなし。 |
| 2018年（平成30年） |          | -        |          | [ JR北 6 ]  | 同年度から東鹿越 - 新得間被災によりバス代行。データなし。 |
| 2019年（令和元年） |          | -        |          | [ JR北 7 ]  | 同年度から東鹿越 - 新得間被災によりバス代行。データなし。 |
| 2020年（令和02年） |          | -        |          | [ JR北 8 ]  | 同年度から東鹿越 - 新得間被災によりバス代行。データなし。 |
| 2021年（令和03年） |          | -        |          | [ JR北 9 ]  | 同年度から東鹿越 - 新得間被災によりバス代行。データなし。 |
| 2022年（令和04年） |          | -        |          | [ JR北 10 ] | 同年度から東鹿越 - 新得間被災によりバス代行。データなし。 |
| 2023年（令和05年） |          | -        |          | [ JR北 11 ] | 同年度から東鹿越 - 新得間被災によりバス代行。データなし。 |

## 駅周辺
小市街地になっている。
- 北海道道1117号落合停車場線
- 国道38号
- 富良野警察署落合駐在所
- 落合郵便局
- 南富良野町立落合小学校
- 南富良野町立落合中学校
- 占冠村営バス「落合駅前」・南富良野町営バス「落合多目的センター」・南富良野町営循環バス「落合診療所前」
- ノースライナー「落合」停留所（国道38号沿い）

## その他
BoAの2004年12月発売のヒット曲「メリクリ」は、当駅でプロモーションビデオの撮影が行われ、駅舎やホーム、当駅に入線するキハ40系気動車が映っている。また、北海道勇払郡占冠村の水の教会でもロケが行われている。

## 隣の駅
北海道旅客鉄道（JR北海道）
■根室本線
幾寅駅 (T36) - 落合駅 (T37) - （上落合信号場） - （新狩勝信号場） - （広内信号場） - （西新得信号場） - 新得駅 (K23)
- 上落合信号場 - 新得駅間は、石勝線開通後は石勝線との重複区間であったため、根室本線廃止後も石勝線単独区間として供用。

日本国有鉄道（国鉄）
根室本線 旧線
落合駅  - 狩勝信号場 - 新内駅